# Barneys New York
Barneys New York fue una cadena de tiendas por departamentos con sede en la ciudad de Nueva York, encabezada por Judy Collinson, EVP y GMM de la división de damas y Tom Kalendarian, EVP y GMM para la división de caballeros. La cadena está compuesta de varios grandes almacenes  (denominadas como matriz por la empresa) en la Ciudad de Nueva York, Beverly Hills y Boston (con tamaños promedios de 94,853 pies cuadrados (8.810 m²) y pequeñas tiendas, incluyendo a los clientes jóvenes y tiendas de descuentos (con tamaños promedios de 2,133 pies cuadrados (1.130 m²).
La selección de la mercancía viene de una variedad de diseñadores incluyendo a Giorgio Armani, Manolo Blahnik, Fendi, Givenchy, Marc Jacobs, Prada, Jil Sander, Dries van Noten, Diane von Furstenberg y Ermenegildo Zegna, al igual que de Barneys.  El típico estilo de Barneys  consiste en ventanas con toldos de colores rojos claros. Las tiendas de Nueva York y Beverly Hills tienen restaurantes que operan empresas externas.
En 1996 la empresa se declaró en bancarrota en el capítulo 11, lo que provocó la clausura de Chelsea y otras ubicaciones en otras partes de los Estados Unidos, y vendieron las tiendas departamentales de Japón y Singapur [cita requerida]. El 20 de diciembre de 2004, la familia Pressman vendió el resto del 2% que quedaba al Grupo Jones Apparel, en la cual ellos la vendieron en septiembre de 2007 a la firma de equidad Istithmar PJSC con sede en Dubái por 942,3 millones de dólares[cita requerida].

## Tiendas matriz Barneys Nueva York/Tiendas regionales
Barneys empezó a abrir tiendas fuera de Manhattan alrededor de 1988. La primera tienda fuera de los Estados Unidos fue a finales de 1990 en Tokio. 
California
- Beverly Hills - Wilshire Boulevard (Gran almacén de la Costa Oeste de 11.148 m², abrió en 1994)
- San Francisco - Union Square de (6.038 m²), abrió en 2007)

Illinois
- Chicago - Oak Street (4,645 m²), abrió en 1992)/ Nuevas tiendas en 2009 (9.300 m²)

Massachusetts
- Boston - Copley Place (4.273 m², abrió en 2004)/ Nuevo restaurante en 2009 (6500 m²)
- Chestnut Hill - The Mall at Chestnut Hill (580 m², Tienda regional abierta desde 1994)

Nevada
- Las Vegas - The Palazzo (7.900 m², abrió en 2008)

Nueva York
- Ciudad de Nueva York - Madison Avenue (Matriz, 22.000 m²)
- Syosset - The Mall at Oyster Bay (apertura en otoño de 2010)

Texas
- Dallas - NorthPark Mall (8.200 m², abrió en 2006)

Washington
- Seattle - Pacific Place (1.530 m², Tienda regional abierta desde 1990)

También están previstas nuevas tiendas "matrices" para Scottsdale, Arizona en Scottsdale Fashion Square (6.000 m²), 2009) y Syosset, Nueva York (la fecha no se ha anunciado).
Barneys también tiene tres tiendas en Japón, específicamente en el distrito Ginza de Tokio, el distrito Shinjuku de Tokio, y en la ciudad de Yokohama y en la ciudad de Kobe. Estas tiendas están operadas por licencia de Sumitomo Corporation.  Michael Celestino (BNY Sr VP) ha negado próximas aperturas en Europa. El 2 de septiembre de 2006, el Financial Times informó que Barneys New York abriría su primera tienda en Europa en West London.
La tienda será el ancla para el centro comercial Westfield London, en la cual se encuentra en fase de desarrollo por una empresa australiana, El Grupo Westfield, aunque su ubicación no ha sido notificada.

## Tiendas de descuento de Barneys
California
- Cabazon - Desert Hills Premium Outlets
- Camarillo
- Carlsbad
- Napa

Connecticut
- Clinton

Florida
- Orlando
- Sunrise - Sawgrass Mills

Hawái
- Waipahu

Massachusetts
- Wrentham

Nueva York
- Valle Central
- Riverhead

Tejas
- San Marcos - Prime Outlets at San Marcos

Virginia
- Leesburg - Leesburg Outlet Mall

## Barneys CO-OP
Barneys CO-OP ofrece prendas casuales y accesorios para el mercado juvenil en un ambiente casual. CO-OP empezó como un departamento dentro de las tiendas de Barneys New York, pero ahora son tiendas aparte con un concepto diferente. Las tiendas CO-OP tienen un promedio de 760 m².
California
- Costa Mesa - South Coast Plaza
- Los Ángeles - The Grove at Farmers Market
- Glendale - Americana at Brand

Florida
- Miami - Aventura Mall (abre en otoño 2008)
- Miami Beach - Collins Avenue

Georgia
- Atlanta - Phipps Plaza

Illinois
- Chicago - Lincoln Park

Maryland
- Chevy Chase - Wisconsin Avenue

Míchigan
- Troy - Somerset Collection

Nueva Jersey
- Hackensack - The Shops at Riverside

Nueva York
- Ciudad de Nueva York - Chelsea
- Ciudad de Nueva York - SoHo
- Ciudad de Nueva York - Upper West Side
- Ciudad de Nueva York - The Westchester

Texas
- Austin - The Domain (Austin, Texas)
- Houston - Houston Galleria

Washington D. C. 
- Georgetown - M Street NW

Las próximas tiendas incluye a Filadelfia (2008)

## En la cultura popular
- En el programa de HBO Sexo en la Ciudad, el personaje central, Carrie Bradshaw (Sarah Jessica Parker), visita la tienda de Nueva York muy regularmente.

- Se han hecho referencias en el programa Will & Grace.  El personaje de Karen Walker (Megan Mullaly) visita la tienda muy a menudo. En un episodio, todos los protagonistas terminaron en una bodega de Barneys. En tres episodios, Barneys fue el lugar donde trabajaba el personaje Jack McFarland (Sean Hayes). En dos de esos episodios, Parker Posey tomó el puesto como dueño, Dorleen. En el tercer episodio, Jack es golpeado en la cabeza mientras trabaja, y mientras soñaba, Cher lo aconseja.

- En los libros de Sophie Kinsella Loca por las compras en Manhattan y Loca por las compras prepara su boda el personaje principal, Becky Bloomwood, trabaja en la tienda como asesora personal.

- En la aclamada serie Gossip Girl dos de las protagonistas, Serena van der Woodsen interpretada por Blake Lively y Blair Waldorf interpretada por Leighton Meester, visitan la tienda de Nueva York regularmente.